# Slaggvarp vid Östra Å

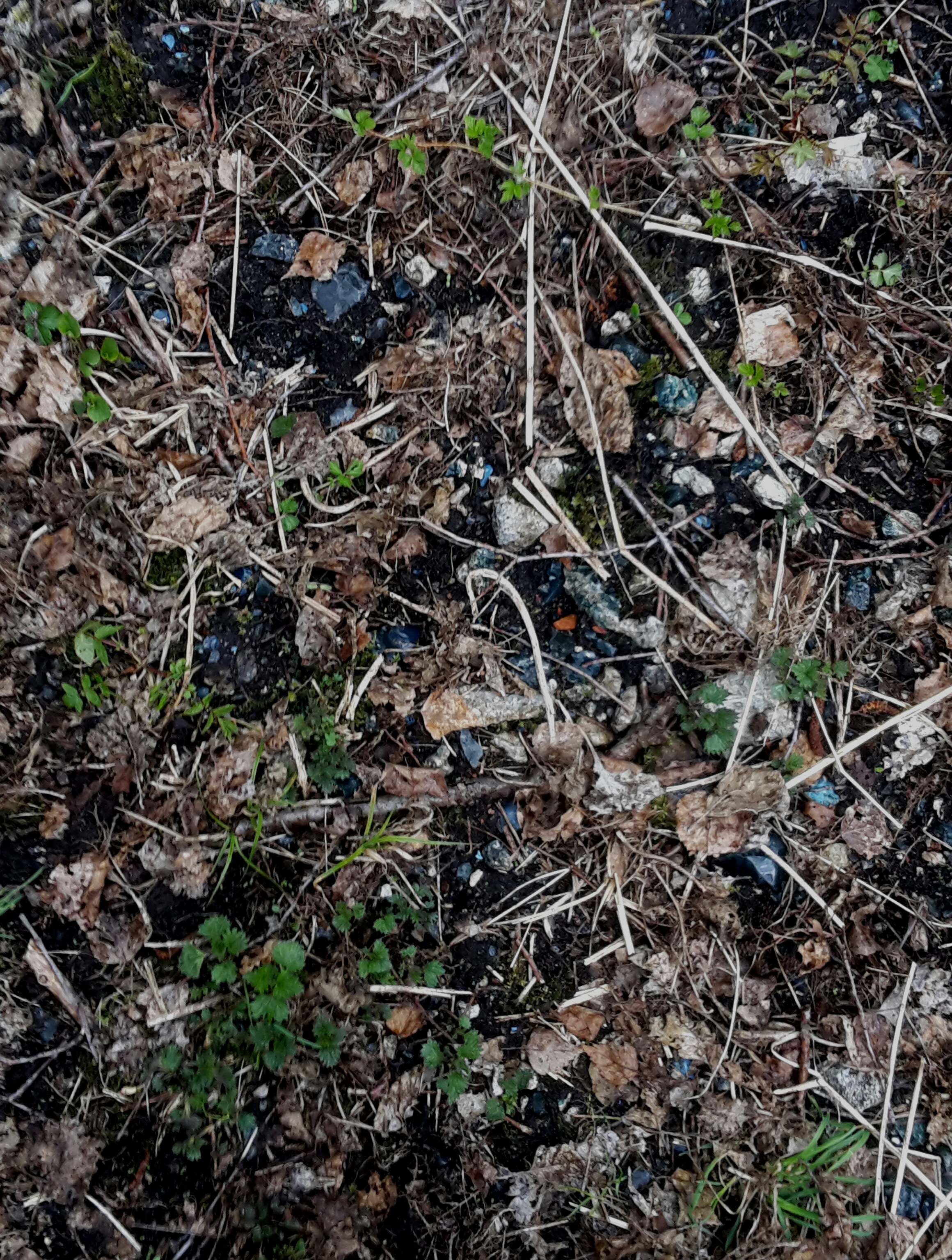
Överbliven slagg från järnframställning.

Fornlämningen Slaggvarp vid Östra Å masugn var en avfallshög med slagg från Skogaholms bruks masugn vid Skogaåns mynning vid sjön Tisaren. Numera klassas den av RAÄ som ett fornminne med nummer Hallsberg 123:2 (på kartbilden är det det blåfärgade fältet märkt som hyttområde).

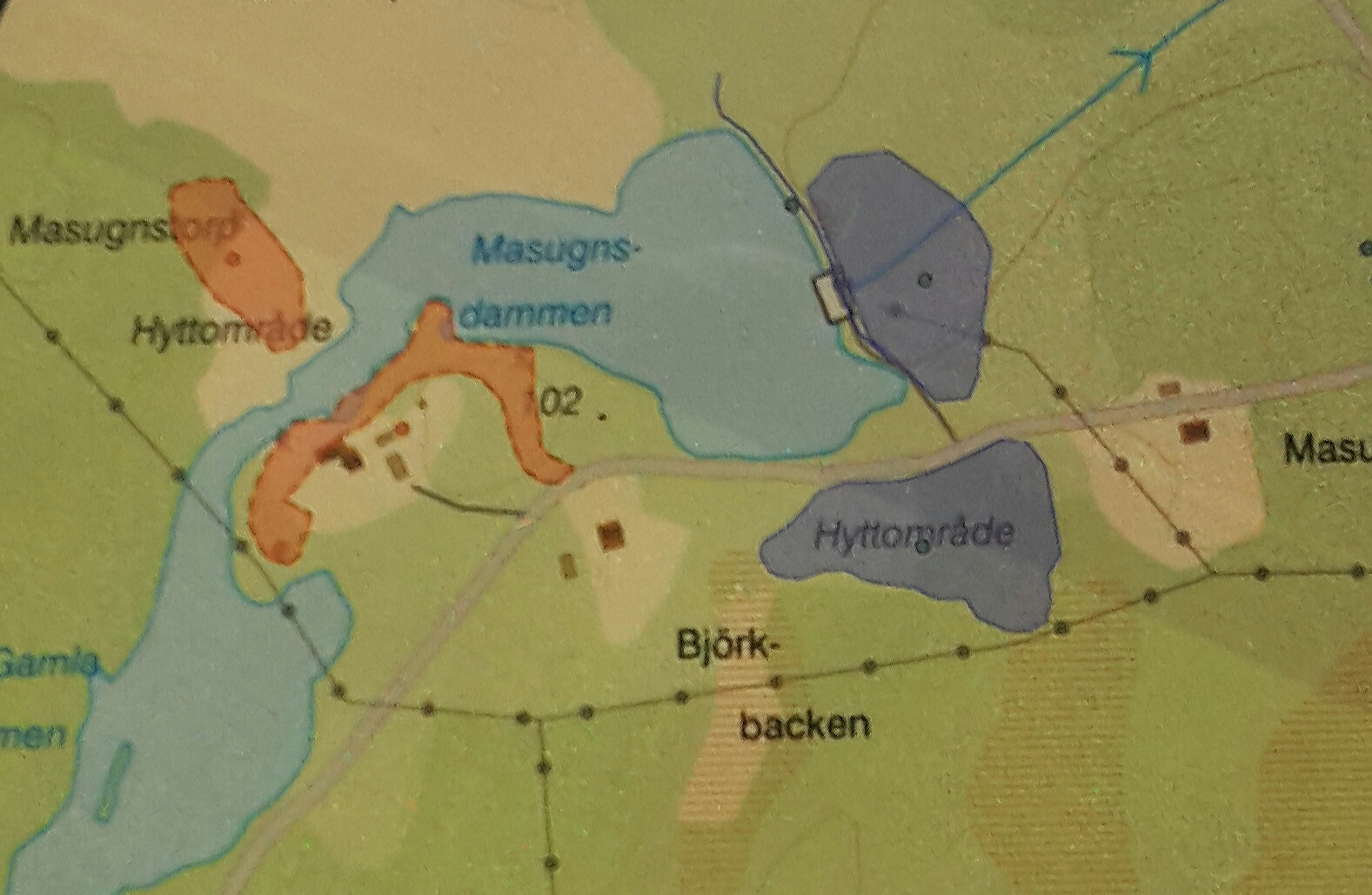
Hyttområdet med rester av slaggvarpshögen.

Vid fornminnesinventeringen 1955 beskrivs den som en slaggvarp som var cirka 150 meter lång och 90 meter bred med en höjd på omkring 8 meter. Vid inventeringstillfället fanns all slagg kvar i högen i högens södra och östra utsträckning. Enligt en lokalt boende person har slagghögen sålts för att användas till någon form av byggnadsmaterial. Delar av högen har påförts dammvallen vid masugnsdammen och på vägen som leder upp till pumpstationen. Vid en ny inventering 2022 kunde man konstatera att slaggvarpen hade bortforslats. På platsen växer idag sly och granskog med sanka vattensjuka partier i områdets östra halva. Västra halvan är plan men övertorvad med förekomst av slagg på markytan.